# Nabarra (1936)
El bou Nabarra originalmente se denominaba Vendaval y fue construido en 1928 para dedicarse a la pesca de bacalao. El 9 de diciembre de 1936 fue rebautizado como bou Nabarra y se le destinó a labores de protección y escolta en las costas vascas.
Tras la evacuación de Guipúzcoa el 30 de octubre de 1936, el presidente del Gobierno Vasco, José Antonio Aguirre firmó el decreto para incautar el Vendaval y otros tres navíos para la protección del tráfico mercante y de los pesqueros en las costas vascas, propiedad de la empresa PYSBE de Pasajes.

## Transformación
La Armada Republicana fue la responsable de artillarlos. En un primer momento se les instaló un cañón de 101,6 mm a proa y dos ametralladoras en el puente. Entre enero y febrero se le instaló un segundo cañón de 101,6 mm a popa.

## Historia
En octubre se nombró a Enrique Moreno Plaza capitán del bou artillado, rebautizado Nabarra. Realizó numerosos servicios de escolta y protección de la pesca. Participó también los días 20 y 23 de diciembre de 1936, respectivamente, en los apresamientos del mercante alemán Pluto (aunque posteriormente la Jefatura de la Marina Republicana ordena su liberación) y del mercante alemán Palos (días más tarde se presenta en aguas de Bilbao el crucero ligero alemán Königsberg para exigir la devolución del Palos, cuya liberación ya se había decidido, pero sin parte de su carga, que queda confiscada y sin un pasajero de pasaporte español).
El destructor Velasco atacó a los bous Gipuzkoa y Bizkaia a unas 40 millas de Pasajes, cuando se dirigían a Francia a recoger cuatro mercantes. Los bous le hacen frente, uniéndoseles el bou Nabarra. El Velasco es alcanzado y tiene que retirarse con averías; el Nabarra recibe también algún impacto de metralla que solo causa ligeros desperfectos y un herido y dos al Gipuzkoa. La presencia del Nabarra y un breve cañoneo evitó el minado nocturno del Puerto de Bilbao por el Genoveva, que era escoltado por el destructor Velasco el 8 de enero de 1937.
El Gipuzkoa y el Nabarra escoltan al mercante Candina procedente de Bayona el 12 de enero de 1937 y acompañan luego al petrolero Gobeo que venía de Inglaterra. En los meses siguientes realiza labores de escolta de pequeña importancia.
El Gipuzkoa, el Bizkaia, el Nabarra y el Donostia efectuaron una misión de escolta al mercante Galdames, al que se unieron los pesqueros Pantzesca y Joseba Mikel. Debido al mal tiempo el convoy se separó y el Bizkaia y el Gipuzkoa se encontraron al crucero Canarias, dándose lugar la Batalla del cabo Machichaco.
Tras enfrentarse a los dos bous, el crucero se dirigió hacia los restos del convoy. Protegiendo al mercante Galdames, el Nabarra y el Donostia lucharon contra el Canarias durante varias horas hasta que el Nabarra fue hundido el 5 de marzo de 1937. Se hicieron 20 prisioneros y murieron 29 de sus tripulantes, incluido su comandante Enrique Moreno y el primer oficial Ambrosio Sarasola, que prefirieron hundirse con su buque antes que entregarse.

## Descubrimiento
La Fundación AZTI-Tecnalia, que se encontraba realizando una planimetría del fondo marino, descubrió el navío, cuyas múltiples características coinciden con las del bou Nabarra. En primavera se llevarán a cabo las últimas comprobaciones; un grupo de buzos se sumergirá y tomara muestras del pecio para verificaran totalmente el hallazgo.
Diversos elementos obtenidos y contrastados el 15 de febrero de 2008 (maquinilla, barandilla, anclas, portillos, etc.) coinciden con el bou Nabarra, pero no se ha hallado una prueba irrefutable de que se trate de este navío. No ha sido posible localizar el cañón de proa, ya que la zona donde se ubicaría el mismo se halla muy deteriorada, tal vez debido a que este punto fue uno de los objetivos más castigados por la artillería del crucero Canarias. Por lo tanto, solo una inmersión de buzos y la extracción de una prueba concluyente (campana, restos personales, etc.) podrán confirmar al 100% la identidad del barco.
Tras las inmersiones realizadas por la asociación Kresala (grupo de actividades subacuáticas que impulsa y colabora en la realización del inventario de elementos de interés arqueológico subacuático del País Vasco) y en convocatoria a la prensa realizado en junio de 2008 en las instalaciones de NervionSub, se comunica que los restos de este buque no pertenecen al bou  Nabarra, tratándose del mercante Hochheimer, perteneciente al Tercer Reich.
Este carguero alemán de 79,4 metros de eslora, fue hundido por el submarino británico HMS Sceptre (P 215) cuando se dirigía a Baiona y a los Altos Hornos de Boucau con mineral de hierro. En el momento de su hundimiento iba escoltado por patrulleros alemanes “V-402” y “V-405” pero poco pudieron hacer por el carguero, que tras ser torpedeado se hundió a las 0:45 horas del 21 de mayo de 1944, según el informe del submarino, llevándose al fondo a 25 hombres de su tripulación de 32.